# Orthopodomyia vernoni
Orthopodomyia vernoni is een muggensoort uit de familie van de steekmuggen (Culicidae). De wetenschappelijke naam van de soort is voor het eerst geldig gepubliceerd in 1949 door van Someren.